# 南辛蒂县
南辛蒂县（西班牙語：Provincia de Sud Cinti），是玻利維亞的县份，位於該國南部，屬於丘基薩卡省的一部分，县府設於阿韋西亞鎮，面積5,484平方公里，人口24,321，人口密度每平方公里4.43人。
20°55′01″S 64°49′59″W / 20.917°S 64.833°W